# 連綿
連綿（れんめん）とは、切れ目なく延々と続く様をいう。続け字をする書法を指すこともある。この書体を「連綿体」といい、特に長いものは「連綿草」という。

## 歴史
最初に「連綿」の文字が見られるのは、梁の袁昂（461 - 540）が著した『古今書評』であり、蕭思話が著した書の評価として「走墨連綿」という語が使われていた。同じような資料に、張懐璀が著した『書断』があり、張芝が著した書について「谷川がそのまま際限なく流れる」という旨の評価がされている。漢文の表現にもみられ、謝霊運の『過始寧墅』という詩に、連なる渚の風景について表されている。さらに、李白の「白毫子歌」には小山が連なる景象について表していた。書写としては草書から見られ、「連綿書」、「一筆書」と言われていた。日本では平安時代（9世紀頃）からこの書体が見られた。空海の書物にも確認されている。さらに、その漢詩文集である性霊集にもその語が確認される。また、天皇・皇帝の血統が途絶えず続く様を「皇統連綿」という。